# ブリット・ストランベリ
ブリット・ストランベリ（Britt Strandberg、1934年3月31日 - ）はスウェーデン、イェヴレボリ県ユースダール市Hennan出身の元クロスカントリースキー選手。
冬季オリンピックに3度出場、いずれもリレーで1960年は金メダル、1964年と1968年はそれぞれ銀メダルを獲得した。またノルディックスキー世界選手権では1962年リレーで銀、1966年リレーで銅メダルを獲得した。